# Gränichen
Gränichen es una comuna suiza situada en el distrito de Aarau, en el cantón de Argovia. Tiene una población estimada, a fines de 2022, de 8557 habitantes.